# Agrostis pectinata
Agrostis pectinata é uma espécie de gramínea do gênero Agrostis, pertencente à família Poaceae.